# Janomima mariana
Janomima mariana is een vlinder uit de familie van de Eupterotidae. De wetenschappelijke beschrijving en naam van de soort is voor het eerst geldig gepubliceerd in 1843 door White in het tijdschrift Annals and Magazine of Natural History. Janomima mariana komt voor in Congo, Eritrea, Mozambique, Rwanda, Zuid-Afrika, Tanzania, Zambia en Zimbabwe.